# Episynlestes
Episynlestes is een geslacht van libellen (Odonata) uit de familie van de Synlestidae (Synpantserjuffers).

## Soorten
Episynlestes omvat 3 soorten:
- Episynlestes albicaudus (Tillyard, 1913)
- Episynlestes cristatus Watson & Moulds, 1977
- Episynlestes intermedius Theischinger & Watson, 1985